# The Manhattan Transfer Live (1987)
The Manhattan Transfer Live è il secondo album dal vivo del gruppo vocale statunitense The Manhattan Transfer, pubblicato nel 1987 dalla Atlantic Records.

## Il disco
Nel febbraio del 1986 i Manhattan Transfer si esibirono a Tokyo in due concerti appositamente organizzati per la realizzazione di un video destinato al mercato dell'home video. Pubblicato inizialmente su VHS dalla Atlantic, Live uscì nel 1987. Nello stesso anno fu pubblicato anche un album con lo stesso titolo che conteneva un numero ridotto di brani. Il video fu in seguito ripubblicato con il titolo Vocalese Live sia su VHS dalla PolyGram che su DVD dall Eagle Rock.
I concerti, come la tournée di quell'anno, furono quasi interamente dedicati al lancio del fortunato album Vocalese pubblicato nel 1985. La scaletta dell'album è quasi interamente composta da brani tratti da quel disco, ad eccezione di Gloria proveniente dal primo album del gruppo, di On the Boulevard proveniente da Mecca for Moderns, di Shaker Song proveniente da Extensions, di The Duke of Dubuque proveniente da Bop Doo-Wopp e della celebre Four Brothers, una delle sigle dei Manhattan Transfer.
Gli arrangiamenti dei brani, realizzati dal leader del gruppo di accompagnamento del quartetto vocale, il pianista Yaron Gershovsky, ricalcano quelli di Vocalese. L'album si chiude però con una scatenata versione funk di Ray's Rockhouse, impreziosita da un potente assolo di chitarra di Wayne Johnson e dallo slapping del bassista Alex Blake.
I Manhattan Transfer avevano già pubblicato un disco dal vivo con lo stesso titolo nel 1978 quando del gruppo faceva parte Laurel Massé.

## Tracce
1. Four Brothers - (Jimmy Giuffre, Jon Hendricks) - 3:53
2. Rambo - (J.J. Johnson, Jon Hendricks) - 3:44
3. Meet Benny Bailey - (Quincy Jones, Jon Hendricks) - 3:06
4. Airegin - (Sonny Rollins, Jon Hendricks) - 3:20
5. To You - (Thad Jones, Jon Hendricks) - 3:59
6. Sing Joy Spring - (Clifford Brown, Jon Hendricks) - 6:19
7. Move - (Denzil DeCosta Best, Jon Hendricks) - 2:49
8. That's Killer Joe - (Benny Golson, Jon Hendricks) - 4:52
9. The Duke of Dubuque - (James Marchant, Larry Royal, Billy Faber) - 2:34
10. Gloria - (Esther Navarro) - 2:53
11. On the Boulevard - (Jay Graydon, Richard Page, Marc Jordan) - 3:35
12. Shaker Song - (ay Beckenstein, David Lasley, Allee Willis) - 3:51
13. Ray's Rockhouse - (Ray Charles, Jon Hendricks) - 5:15

## Formazione
- The Manhattan Transfer - voce
  - Cheryl Bentyne
  - Tim Hauser
  - Alan Paul
  - Janis Siegel
- The Manhattan Transfer Band
  - Yaron Gershovsky - tastiere, direzione musicale
  - Wayne Johnson - chitarra
  - Alex Blake - basso elettrico e contrabbasso
  - Don Roberts - sassofono e flauto
  - Buddy Williams - batteria

## Edizioni
- 1987 – LP, Atlantic Records 781723-1
- 1991 – CD, Atlantic Records 781723-2